# 赫歇爾山

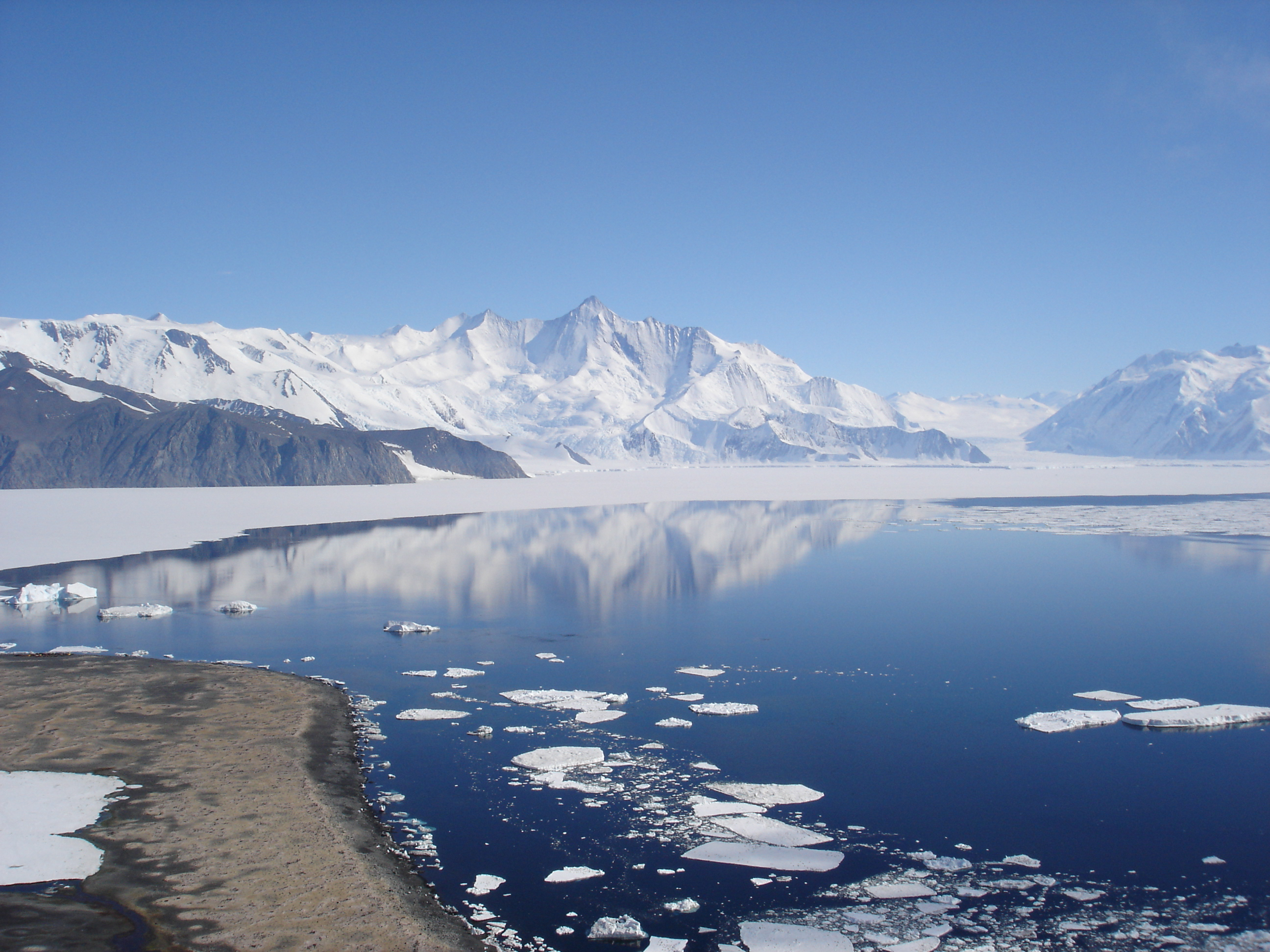

72°12′S 169°31′E / 72.200°S 169.517°E
赫歇爾山（英語：Mount Herschel）是南極洲的山峰，位於維多利亞地的博克格雷溫克海岸，處於阿德默勒爾蒂山脈東北面2.6公里，在1841年由詹姆斯·克拉克·羅斯發現。